# 비엔티안부
비엔티안도 혹은 위앙짠도(라오어: ນະຄອນຫຼວງວຽງຈັນ 나콘루앙 위앙짠)는 라오스 북서부에 위치한 행정 구역으로, 라오스의 수도 비엔티안을 관할한다. 면적은 3,920km2이며 인구는 820,924명(2015년 기준), 인구밀도는 210명/km2이다.
1989년 비엔티안주에서 분리되어 신설되었다. 메콩강의 경사로에 위치하며 태국과 국경을 접한다.